# Ринковий збір
Ринковий збір — плата за право займати місце для торгівлі на ринках усіх форм власності, у тому числі у павільйонах, на критих і відкритих столах, майданчиках (включаючи орендовані), з автомобілів, візків, мотоциклів, ручних візків тощо.

Належить до категорії місцевих зборів і справляється працівниками ринку до початку реалізації продукції за кожний день торгівлі.